# Dan Russo

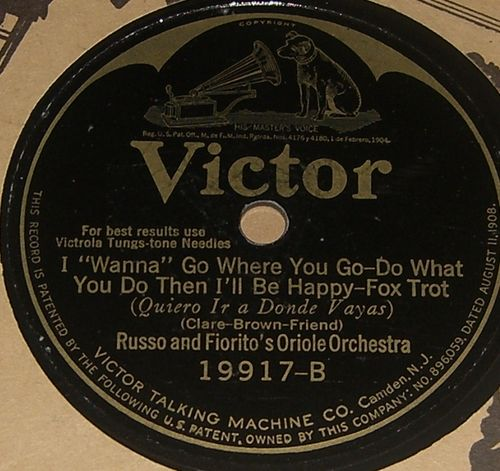
Victor-Schallplatte des Russo-Fiorito Oriole Orchestra

Dan „Danny“ Russo (* 13. Oktober 1885 in Chicago; † 1956) war ein US-amerikanischer Violinist und Bigband-Leader im Bereich des Jazz und der Populären Musik.
Dan Russo hatte Anfang der 1920er Jahre ein Orchester, mit dem er ein Engagement in der Oriole Terrace in Detroit hatte. Bekannter wurde er schließlich mit der Formation gleichen Namens, die er gemeinsam mit dem Pianisten Ted Fiorito leitete, das Oriole Orchestra, mit dem sie im Chicagoer Edgewater Beach Hotel auftraten. Diese Auftritte wurden auch 1924 im Radio gesendet. 1926 eröffneten sie mit ihrem Auftritt den Aragon Ballroom. Das Orchester bestand regulär aus drei Saxophonisten, zwei Trompetern, Posaune, Piano, Tuba, Banjo, Schlagzeug und Russo an der Violine. Russos Orchester war eine bekannte Territory Band in Chicago und im Mittleren Westen; es entstanden einige Schallplatten für die Label Columbia und Brunswick unter den Bandbezeichnungen The Oriole Terrace Orchestra und Russo & Fiorito’s Oriole Orchestra. 1927 trennten sich Fiorito und Russo; sie führten jeweils ihre eigenen Bands weiter; Russo übernahm die alte Bandbezeichnung für Aufnahmen bis 1932.
Dan Russo wirkte auch an dem Song Toot, Toot, Tootsie! (Good-Bye) mit, die er mit Gus Kahn und Ernie Erdman schrieb. Er wurde u. a. von Al Jolson & dem Vitaphone Orchestra gespielt und fand so als Soundtrack von Woody Allens Films Bullets over Broadway (1994) Verwendung.